# Monddurchmesser

Die Animation zeigt Veränderungen des Anblicks des Mondes über die Zeitspanne einer synodischen Periode (29,5 Tage). Neben den Mondphasen und der Libration wird der Unterschied des scheinbaren Monddurchmessers zwischen Erdnähe und Erdferne in der gerafften Bildserie erkennbar.

Der Monddurchmesser als Durchmesser des annähernd kugelförmigen Himmelskörpers, der als Mond die Erde begleitet, beträgt durchschnittlich rund 3474,8 km.
Mit einem äquatorialen Radius von etwa 1738,1 km und einem polaren Radius von etwa 1736,0 km hat der Mond eine Abplattung (ca. 0,00121), die geringer ist als die Erdabplattung (ca. 0,00335). Der tatsächliche Monddurchmesser entspricht grob einem Viertel des Erddurchmessers bzw. einem Vierhundertstel des Sonnendurchmessers.
Von der Erde aus gesehen, erscheint der Mond unter einem Winkel von ungefähr einem halben Grad (0,5°). Dieser scheinbare Monddurchmesser variiert (0,49° bis 0,57°) – wegen des unterschiedlichen Erdabstandes auf der Mondbahn – und gleicht annähernd dem der sichtbaren Sonnenscheibe (0,52° bis 0,54°).

## Variation des scheinbaren Monddurchmessers

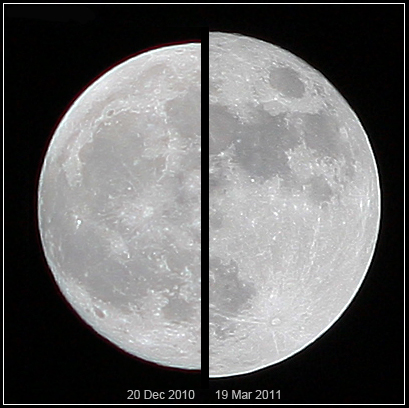
Der scheinbare Durchmesser des Vollmonds variiert in Abhängigkeit von dessen aktueller Entfernung

Der Winkel, unter dem der Mond einem Beobachter auf der Erde erscheint, beträgt ungefähr 0,5°. Da die Bahn des Mondes bezüglich seines Laufes um die Erde nicht kreisförmig ist, ändert sich die Entfernung des Mondes zur Erde während eines Monats. Dementsprechend ist sein scheinbarer Durchmesser am erdnächsten Bahnpunkt, dem Perigäum, größer als am erdfernsten Bahnpunkt, dem Apogäum. Bezogen auf den Abstand zum Erdmittelpunkt treten hierbei Schwankungen von etwa ±5,5 % um einen Mittelwert von durchschnittlich etwa 0,52° auf.
Noch größere Variationsbreiten sind festzustellen, wenn man die von Lunation zu Lunation veränderliche Lage der jeweiligen Bahnpunkte von Erdnähe und Erdferne des Mondes in Betracht zieht und Extremwerte miteinander vergleicht. Die Rekordwerte innerhalb von Jahrhunderten oder Jahrtausenden liegen für den größten Apogäumsabstand bei rund 406.700 km und für den kleinsten Perigäumsabstand bei rund 356.400 km. Aus diesen Entfernungen wahrgenommen, hat der Mond eine scheinbare Größe von
- 29,4′ (0,49°) in Erdferne (Apogäum),
- 33,5′ (0,56°) in Erdnähe (Perigäum).

Die Differenz von 4,1 Bogenminuten entspricht gut 13 % des Durchschnittswertes von 31,1′ (0,52°) bei 384.400 km. Geringfügige Abweichungen ergeben sich hier, wenn der aktuelle Standort des Beobachters auf der Erde berücksichtigt wird. Steht der Mond im Zenit, so ist der Beobachter ihm um etwa den Erdradius näher, als wenn der Mond knapp über dem Horizont steht. Der sich daraus ergebende Größenunterschied macht fast 2 % aus; statt 33,5′ wären es so 34,1′ (0,57°). Doch ohne unmittelbaren Vergleich fällt die Variation des scheinbaren Durchmessers bei freiäugigem Blick zum Mond kaum auf. Wenn ein Vollmond mit Erdnähe zusammenfällt, wird gelegentlich – in übertriebener Wortwahl – von einem Supervollmond gesprochen, weil die Mondscheibe dann etwas größer und heller als sonst erscheint (siehe Abbildung).

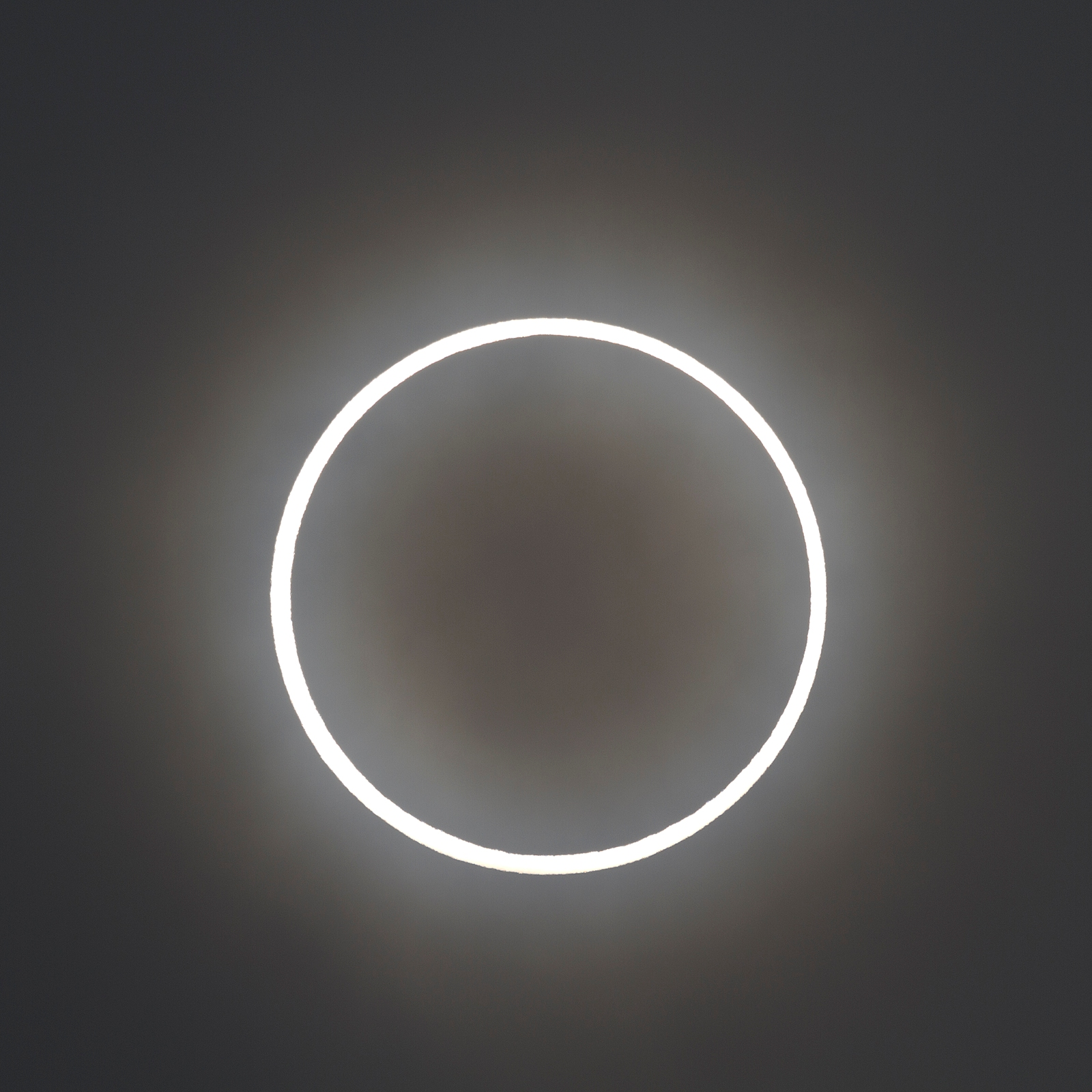
Ringförmige Sonnenfinsternis (aufgenommen am 21. Mai 2012 bei Kashima, Japan)

Das Verhältnis des scheinbaren Durchmessers des Mondes zur Sonnenscheibe spielt bei Sonnenfinsternissen eine besondere Rolle. Denn die Bedeckung durch den Mond kann nur total sein, wenn sich der Mond zu Neumond auch nahe dem Perigäum befindet. Bei größerer Distanz ist die Mondscheibe zu klein, sodass es zu einer ringförmigen Finsternis kommen kann.
In der Amateurastronomie ist der scheinbare Monddurchmesser bei der Schätzung kleiner Winkel am Himmel ein oft verwendetes Maß; gern wird auch von „Vollmondbreiten“ gesprochen. Beispielsweise sind die beiden Sterne des Polweisers (α und β des Großen Wagens) voneinander 5,5° oder 11 Vollmondbreiten entfernt, und der oft als „Reiterlein“ bezeichnete Alkor 11,8' oder 0,4 Monddurchmesser von seinem Hauptstern Mizar (ζ Zeta Ursae Majoris) entfernt.